# Agpeya

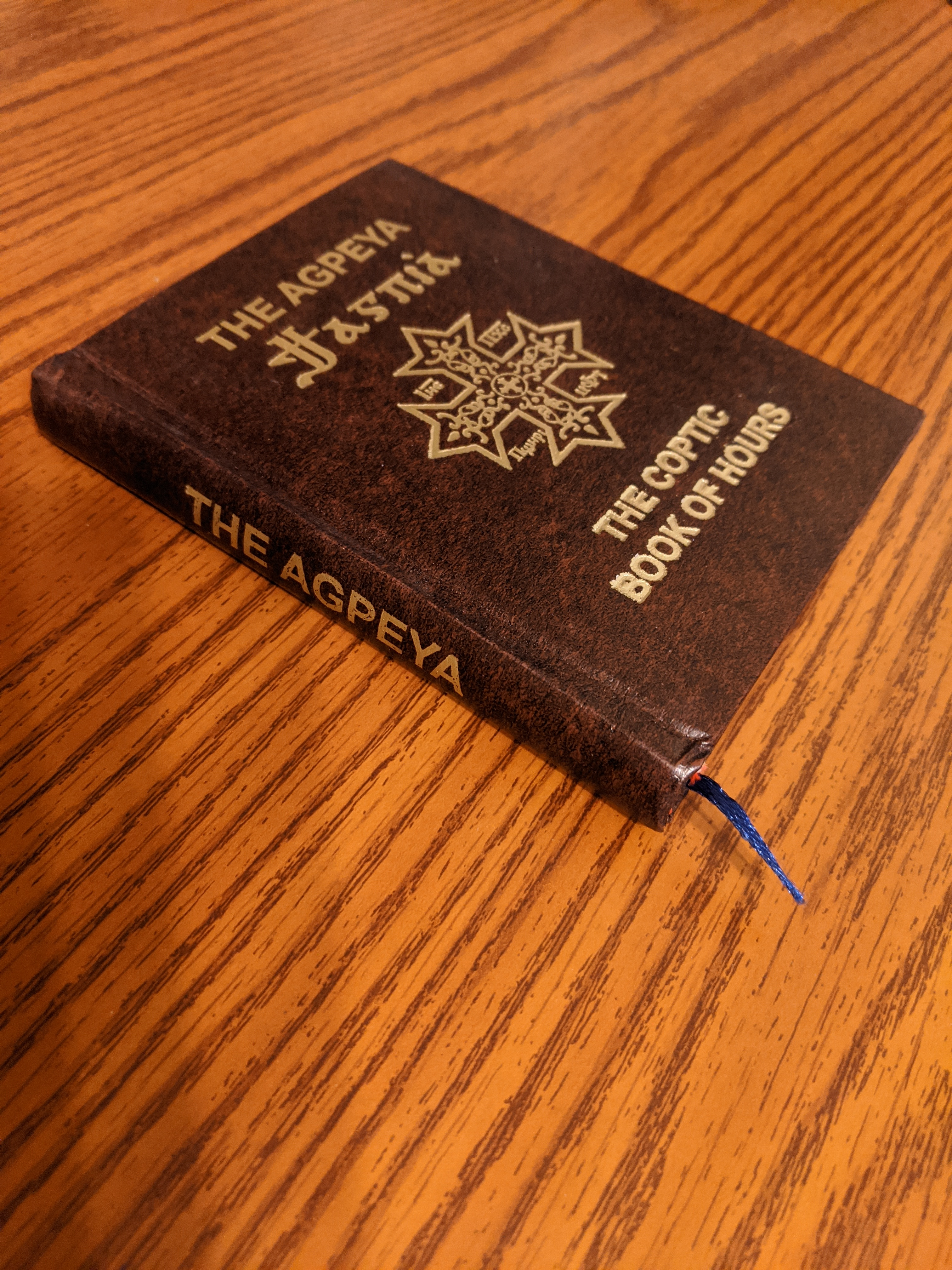
Agpeya

O Agpeya (em copta: Ϯⲁⲅⲡⲓⲁ, em árabe: أجبية) é o livro de oração das horas ou breviário cristão copta, é equivalente ao Shehimo na Igreja Siríaca Ortodoxa (outra denominação cristã oriental), bem como o Horologion Bizantino e a Liturgia Romana das Horas usadas pelas igrejas Ortodoxa e Católica Romana, respectivamente. As orações do Agpeya são orações populares recitadas em horários fixos, com o fiel voltado para o leste, bem como para orações comunitárias como introdução à missa na igreja; esta prática cristã tem suas raízes em Salmos 119:164, no qual o profeta Davi ora a Deus sete vezes ao dia.  A grande maioria dos cristãos coptas aprende a recitação e as orações do Agpeya desde cedo, quando crianças, em casa, com suas famílias. O ciclo ortodoxo copta de horas canônicas é composto principalmente de leituras de salmos do Antigo Testamento e leituras do evangelho do Novo Testamento, com alguns hinos de louvor adicionados, troparia (conhecido como "قطع", qata'a no árabe contemporâneo e como "preces" ou "ladainhas" em português), e outras orações.
Prostrações a Deus são uma grande parte na oração do Agpeya, com o breviário exigindo "prostrar-se três vezes em nome da Trindade; no final de cada salmo, enquanto o Aleluia é recitado, e diversas vezes" durante os 41 Kyrie eleisons (fiéis podem usar a mequteria para contar o número de vezes). 
O livro inclui sete horas canônicas, com uma "Oração do Véu" adicional que geralmente é recitada por bispos, sacerdotes e monges. Os termos coptas para 'Matinas' e 'Vésperas' são 'O Levantamento do Incenso da Manhã' e 'O Levantamento do Incenso da Tarde', respectivamente, com referência a orações a Deus.
Antes de rezar o Agpeya, os cristãos coptas lavam as mãos e o rosto para ficarem limpos antes e apresentarem o melhor a Deus; os sapatos são removidos para reconhecer que se está oferecendo oração diante de um Deus santo.  Nesta tradição cristã, e em muitas outras, é costume que as mulheres cubram a cabeça ao orar, uma prática explicada em Coríntios 1 11:5-6.  Enquanto rezam o Agpeya, muitos fiéis seguram uma cruz nas mãos durante as partes em que está de pé (durante o qual ele estende os braços na posição orans).

## Horas canônicas

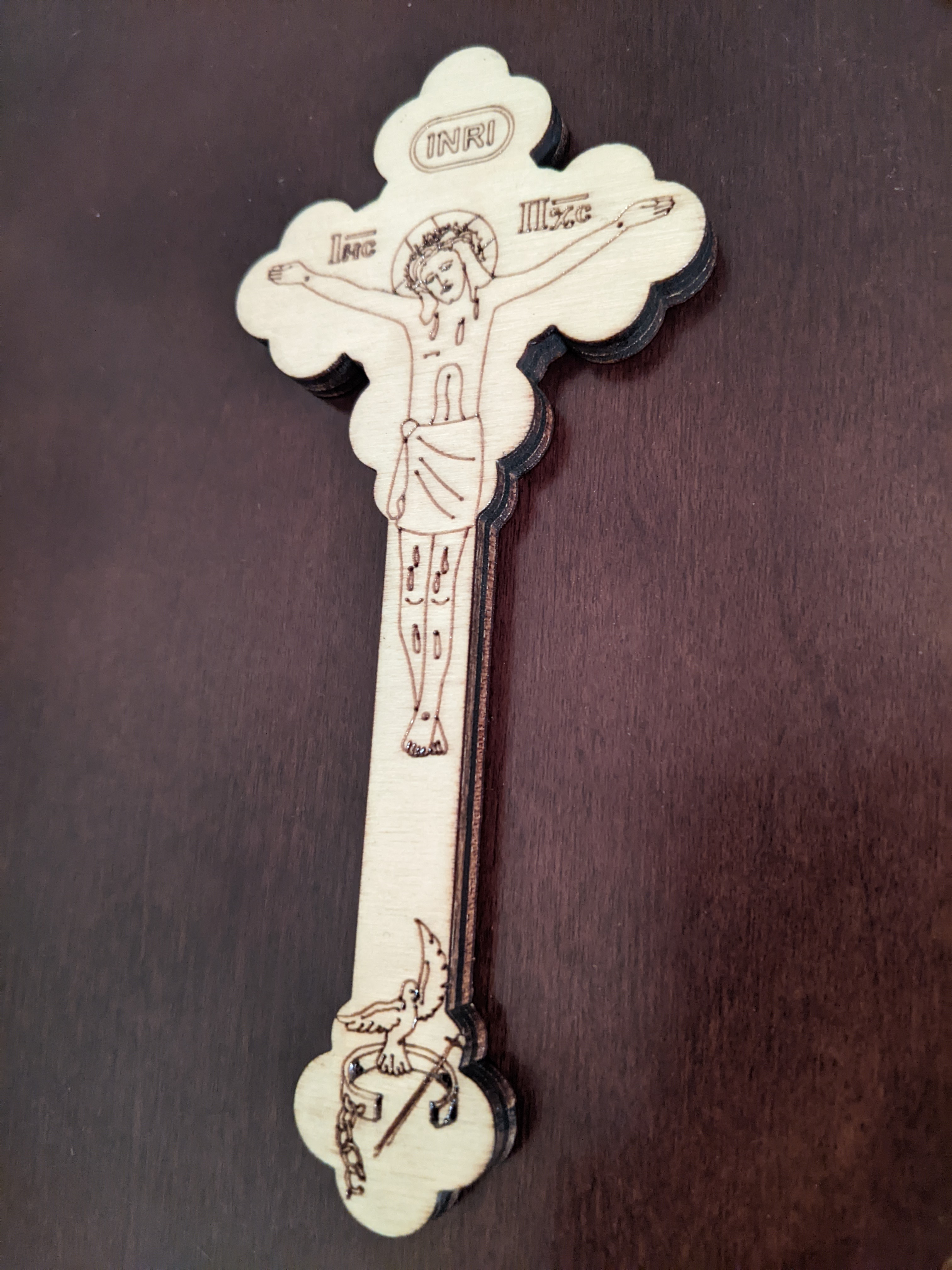
Muitos crentes podem segurar uma mão cruzada durante as partes da oração quando estão de pé com os braços na posição orans.

As horas são dispostas cronologicamente, cada uma contendo um tema correspondente aos eventos da vida de Jesus Cristo: 
- Hora prima (6h), ao acordar pela manhã ou após o louvor da meia-noite na noite anterior. Simboliza a encarnação e ressurreição de Jesus Cristo.
- Hora terça (9h), relembra-se o julgamento de Cristo por Pilatos, sua ascensão aos céus e a descida do Espírito Santo sobre os discípulos em Pentecostes.
- Sexta (meio-dia), comemora a Paixão de Cristo.

A terça e a sexta são rezadas antes de cada Divina Liturgia.
- Hora nona (15h), comemora a morte de Cristo na Cruz. Esta hora também é recitada durante os dias de jejum.
- Vésperas (17h), rezadas ao pôr do sol, comemoram a descida de Cristo da Cruz.
- Completas (21:00 ou antes de dormir), comemoram o sepultamento de Cristo e o Juízo Final.

As vésperas e as completas são recitadas antes da Liturgia durante a Quaresma e o jejum de Nínive.
- O "Cetar" ou "Véu" costuma ser recitado por bispos, padres e monges, como forma de exame de consciência. Alguns indivíduos e famílias também optam por recitá-lo como parte de suas devoções diárias em casa.
- O Louvor da Meia-Noite (recitado às 12h, no início da manhã antes do amanhecer) comemora a Segunda Vinda de Cristo. Consiste em três vigílias, correspondendo aos três estágios da oração de Cristo no Jardim do Getsêmani (Matheus 26:1-13).[9]

## Estrutura

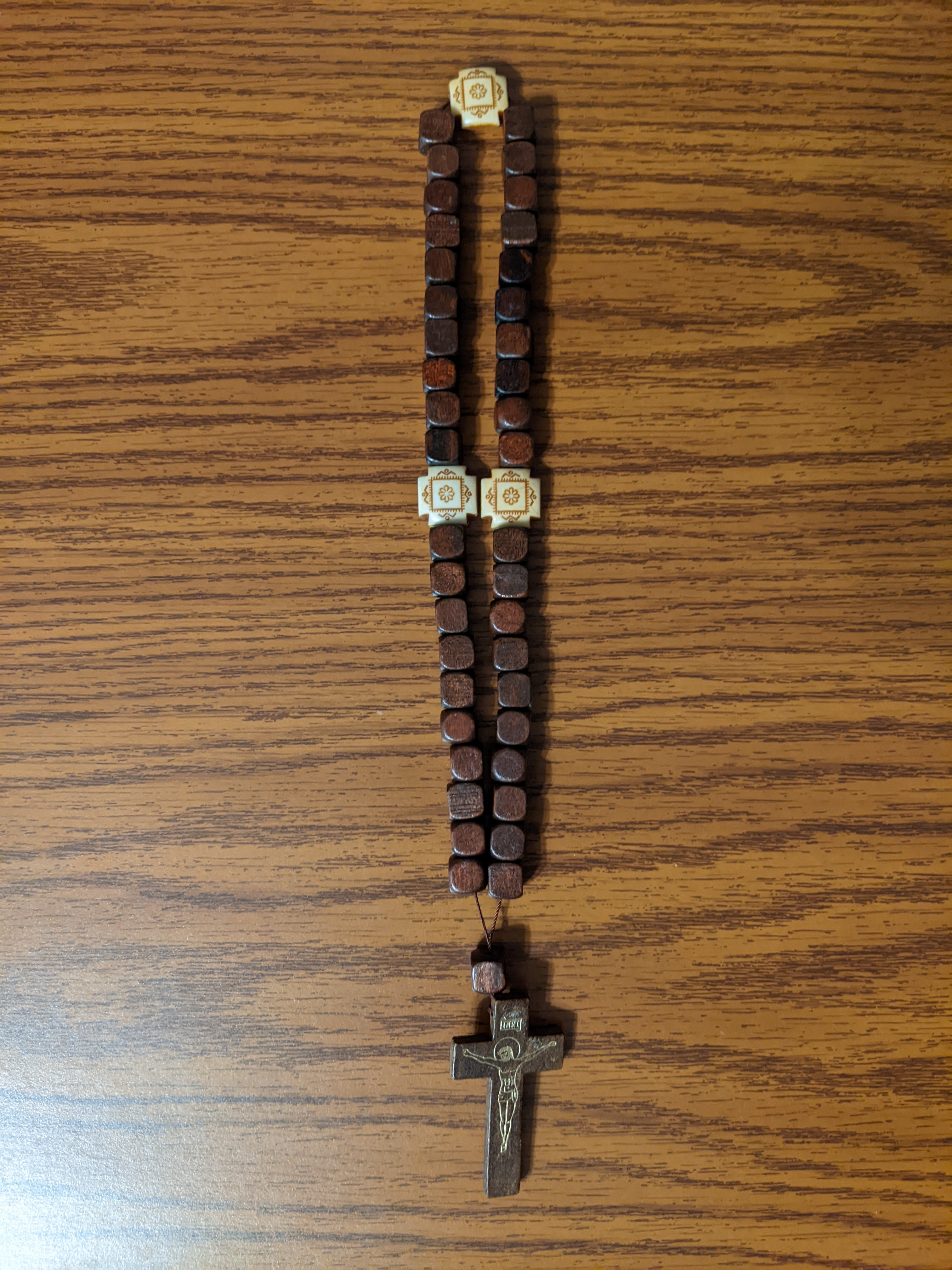
As contas de oração cristãs chamadas de mequteria podem ser usadas para contar os 41 Kyrie eleisons rezados durante cada tempo de oração fixo no Agpeya.

Cada uma das Horas segue o mesmo esquema básico:
- Introdução, que inclui o Pai-nosso
- Oração de Agradecimento
- Salmo 51 (ou Salmo 50 de acordo com a Septuaginta).
- Vários Salmos
- Leitura do Santo Evangelho
- Litanias curtas
- "Senhor, tende misericórdia" é então cantado 41 vezes (representando as 39 chicotadas que Jesus Cristo recebeu antes da crucificação, mais uma pela coroa de espinhos, mais uma pela lança em seu lado. )
- Orações
- Absolvição
- Conclusão